# جوزيف هيرش
جوزيف هيرش (بالإنجليزية: Joseph Hirsch)‏ هو رسام أمريكي، ولد في 25 أبريل 1910 في فيلادلفيا في الولايات المتحدة، وتوفي في 21 سبتمبر 1981 في مانهاتن في الولايات المتحدة.

## معرض صور

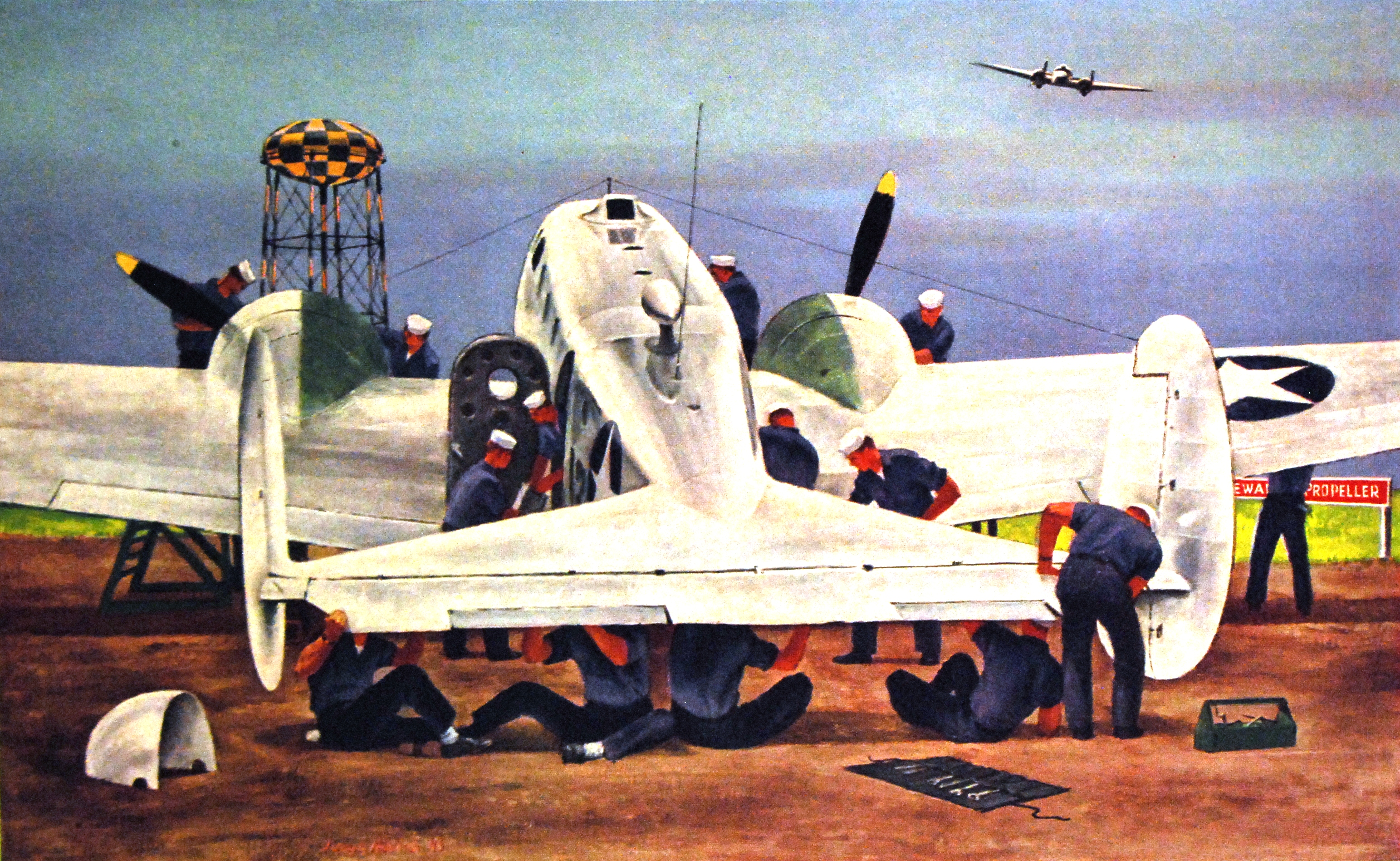
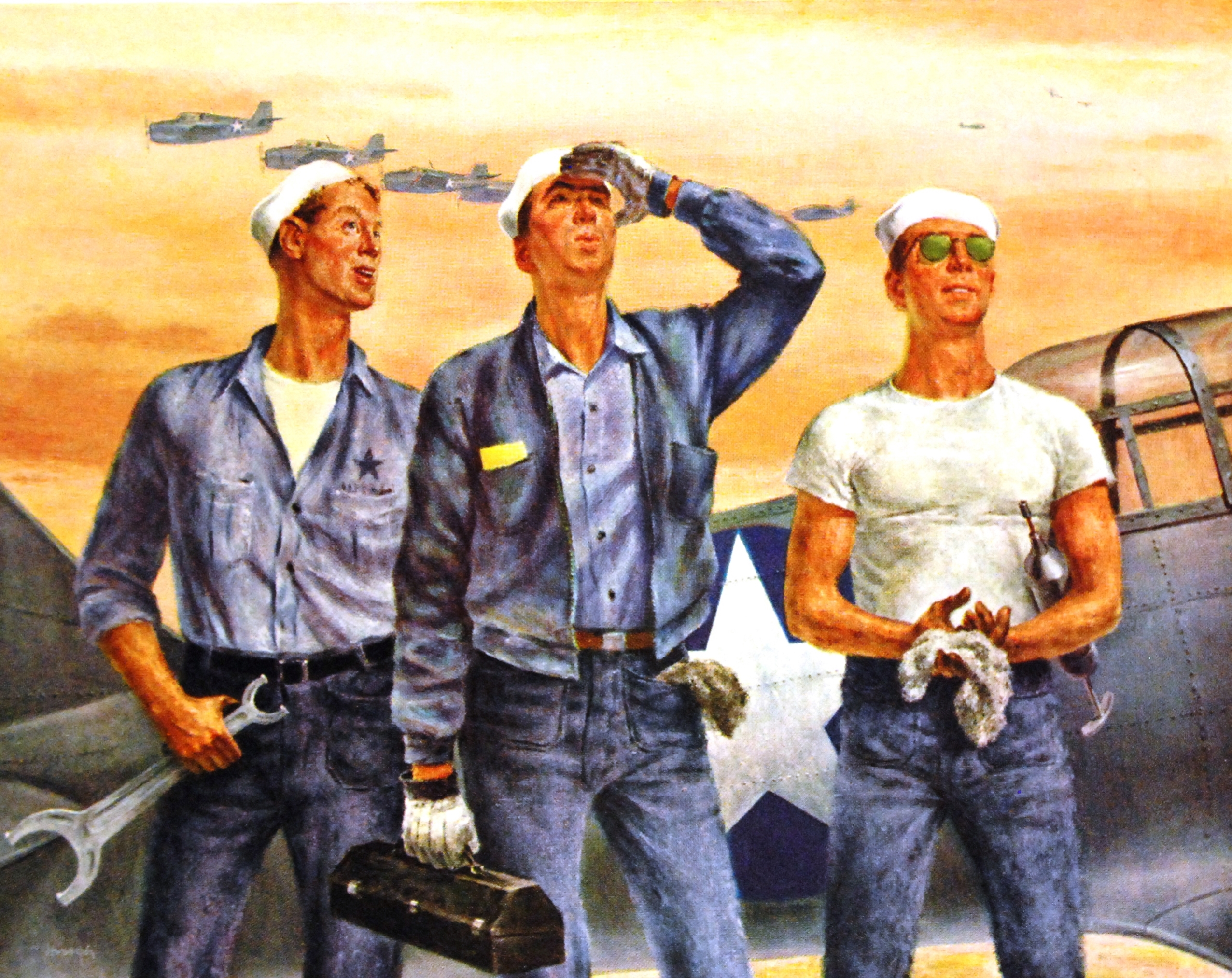
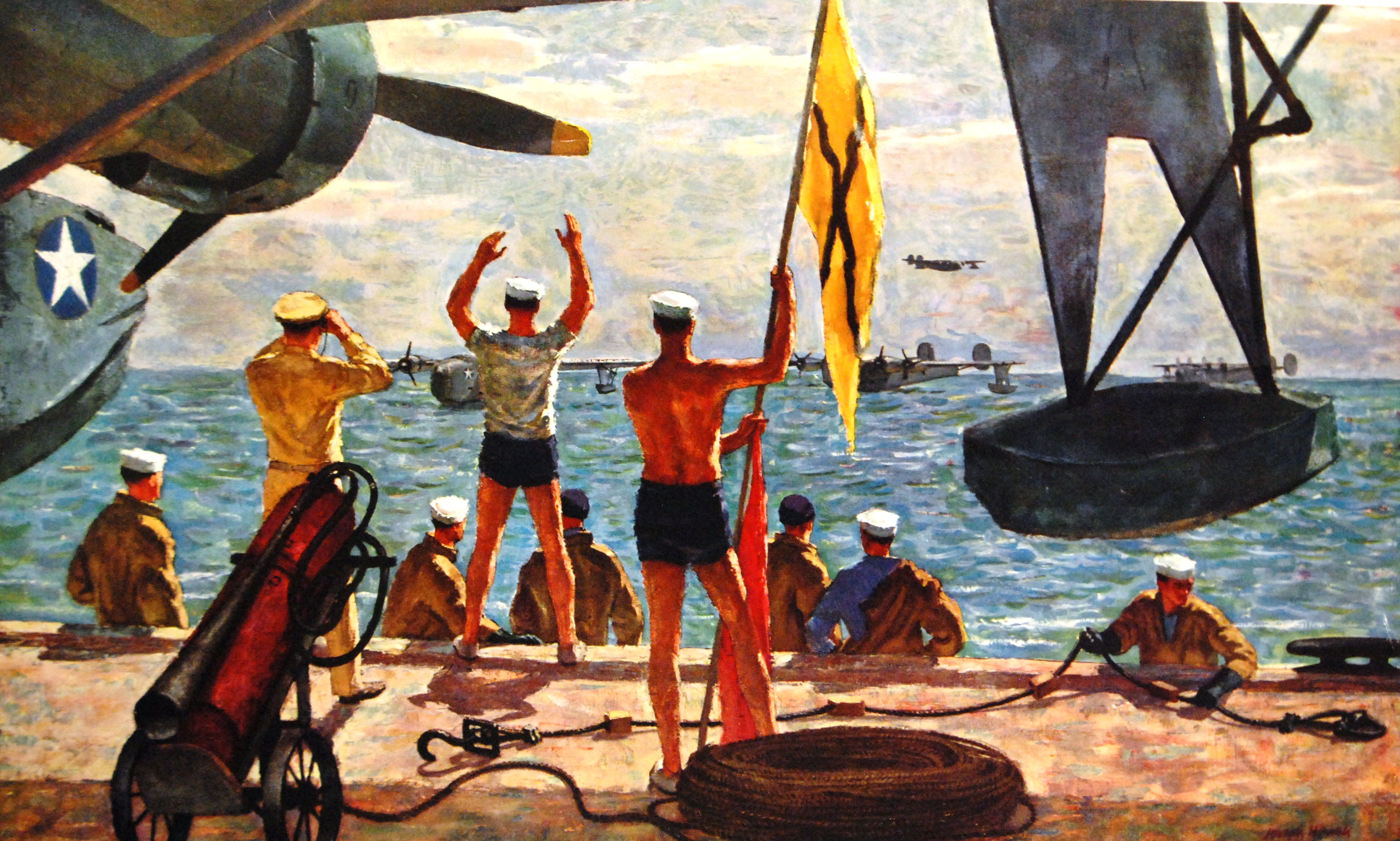
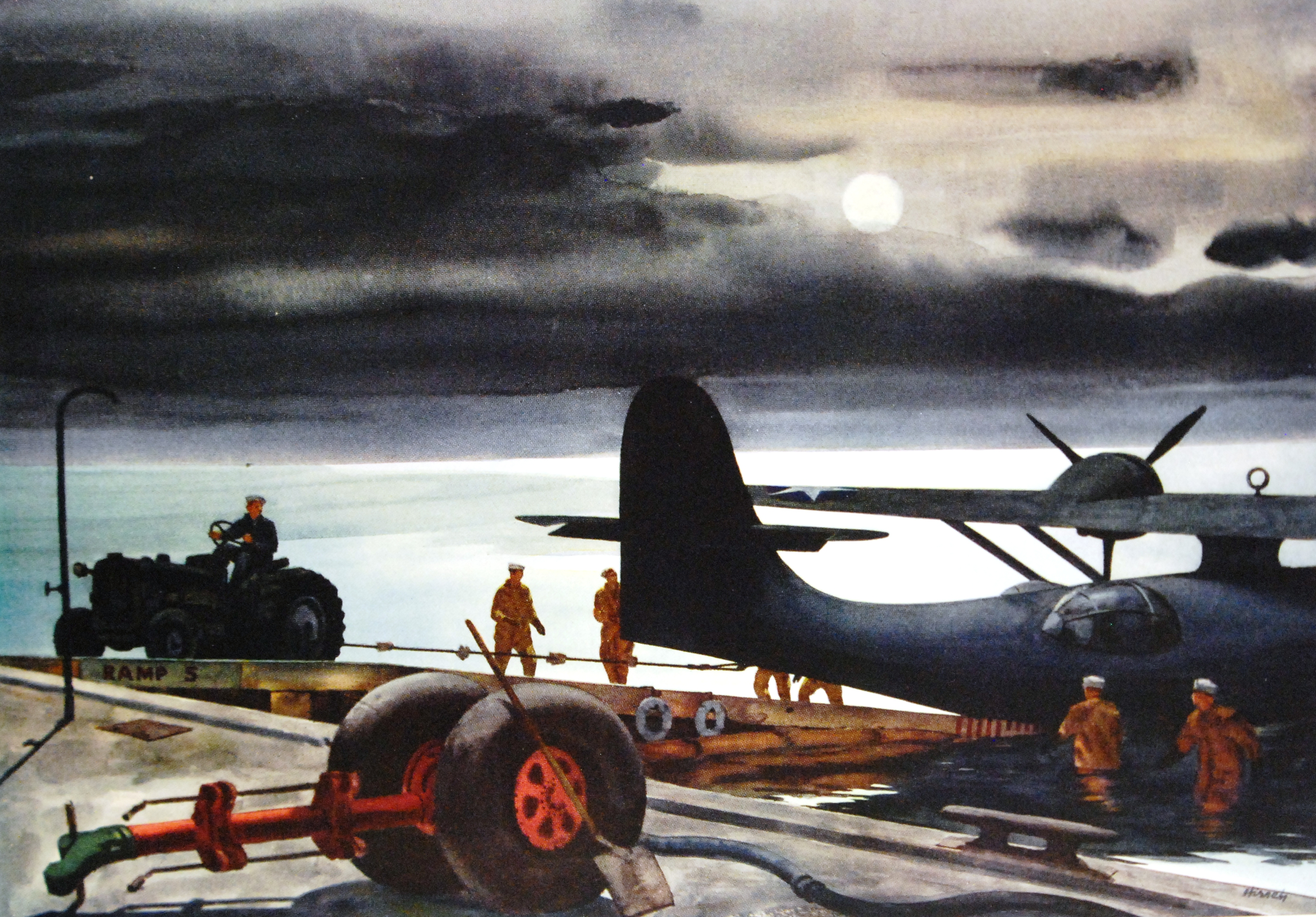